# Sunflowers Interactive Entertainment Software
Sunflowers Interactive Entertainment Software GmbH (meglio conosciuta come Sunflowers) è una casa produttrice di videogiochi per computer, con sede centrale a Heusenstamm, Germania, fondata nel 1993. È famosa per la trilogia di Anno (Anno 1602, Anno 1503 e Anno 1701). Nel 2007 l'azienda è stata acquistata da Ubisoft.